# Skærbæk, Fredericia kommun
Skærbæk är en tätort i Fredericia kommun i Region Syddanmark i Danmark. Tätorten har 2 497 invånare (2024). Den ligger på Jylland, cirka 9,5 kilometer sydväst om Fredericia.